# Riodacita

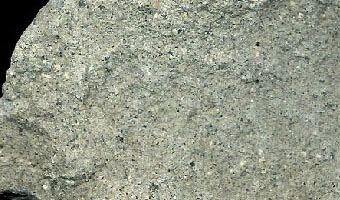
Uma muestra de riodacita desde Eslovaquia

Riodacita es una roca volcánica extrusiva de composición intermedia entre dacita y riolita.

## Composición
Es el equivalente extrusivo de la granodiorita. Fenocristales de plagioclasa rica en sodio, sanidina, cuarzo, biotita y hornblenda. Se forman normalmente con una textura afanítica desde vidriosos a intermedio de color de la matriz. Riodacita es una roca de gran contenido de silica   y, a menudo existe como depósitos volcánicos piroclásticos  explosivos. 